# 格雷文马赫

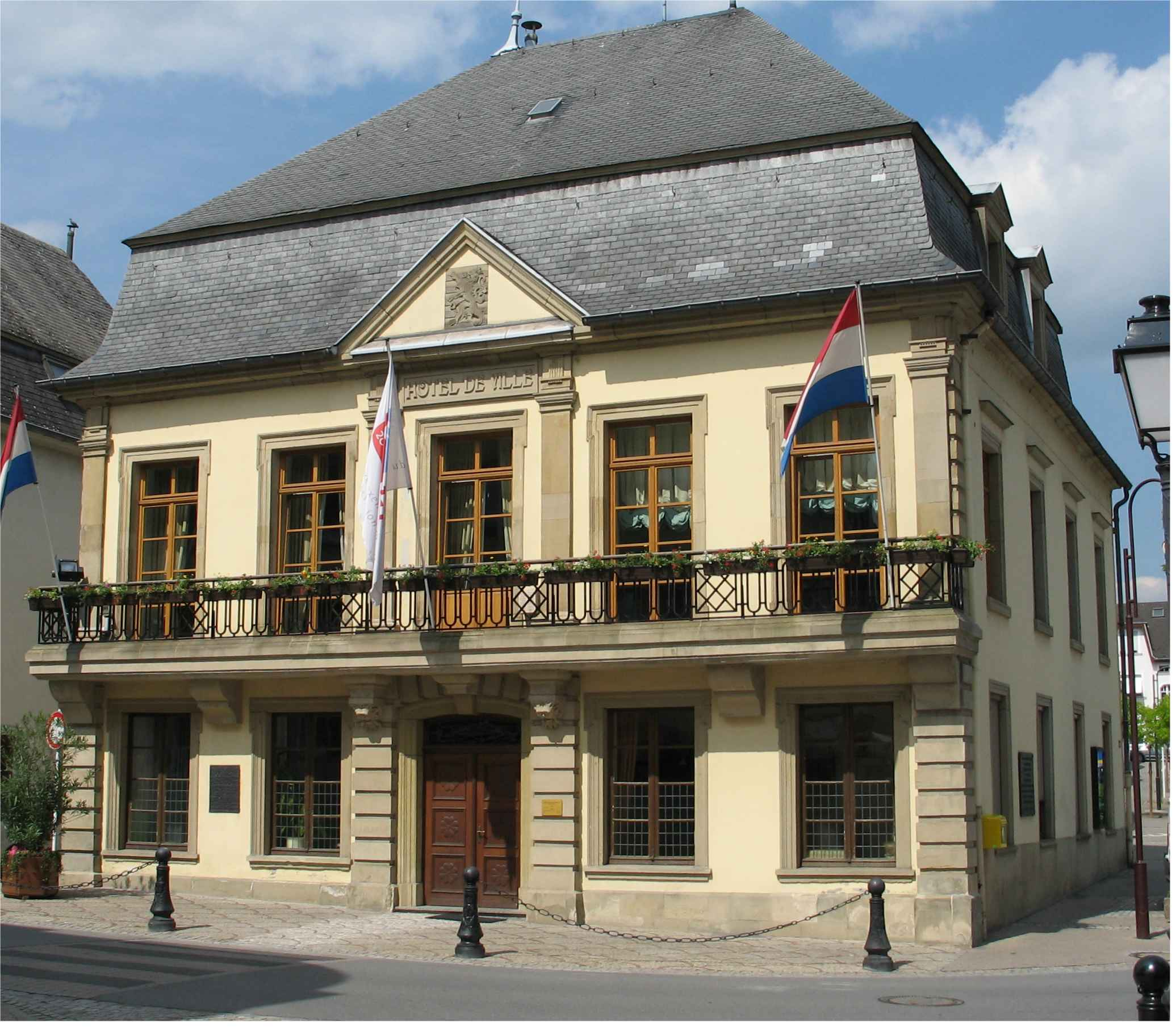

格雷文马赫（德語：Grevenmacher，發音：[ɡʁeːvn̩ˈmaxɐ]，發音：[ɡʀəɪvəˈmaːχɐ] ⓘ）是卢森堡东部的一个具有城市地位的市镇，是格雷文马赫县的首府，与德国相邻。